# Medalha Lichtenberg
A Medalha Lichtenberg (em alemão:  Lichtenberg-Medaille) é a mais significativa premiação da Academia de Ciências de Göttingen, denominada em memória do filósofo e matemático alemão Georg Christoph Lichtenberg. É concedida desde 2004 anualmente e a partir de 2015 bi-anualmente a "cientistas particularmente destacados e respeitados publicamente". O vencedor do prêmio recebe uma medalha de ouro e um certificado.
A academia seleciona o vencedor do prêmio com base em uma proposta da classe Matemática-Física ou Filologia-História. O direito de propor o vencedor varia regularmente entre as duas classes.

## Recipientes
- 2004 Paul Kirchhof, ex-juiz do Tribunal Constitucional Federal da Alemanha
- 2005 Carl Djerassi, químico e escritor
- 2006 Peter Bieri, professor de filosofia e escritor
- 2007 Arnold Esch, historiador e escritor
- 2008 Roald Hoffmann, químico laureado com o Nobel de Química
- 2009 Christian Meier, historiador alemão
- 2010 Bert Hölldobler, pesquisador do comportamento e sociobiólogo
- 2011 Antonio Pau, jurista e escritor espanhól
- 2012 Helmut Schwarz, químico alemão
- 2013 Joshua Rifkin, musicologista estadunidense
- 2014 Lorraine Daston, historiadora da ciência estadunidense
- 2015 Dieter Grimm, jurista alemão
- 2017 James Gilbert Anderson, climatologista estadunidense
- 2019 Andrea Wulf, historiadora da cultura alemã-britânica[1]